# مونیکا پیرک
مونیکا پیرک (لهستانی: Monika Pyrek؛ زادهٔ ۱۱ اوت ۱۹۸۰) ورزشکار پرش با نیزه اهل لهستان است.
وی در مسابقات کشوری و بین‌المللی در مجموع برندهٔ ۳ مدال نقره، ۵ مدال برنز شده‌است.